# Karina Kellermann
Karina Kellermann ist eine deutsche Germanistin.

## Werdegang
Von 1972 bis 1978 studierte sie Germanistik, Philosophie, Theater-, Film- und Fernsehwissenschaft an den Universitäten Mainz und Köln (Abschluss: 1. Staatsexamen). Von 1979 bis 1988 war sie wissenschaftliche Mitarbeiterin der Universität Köln am Institut für deutsche Sprache und Literatur. Nach der Promotion 1983 im Fach Ältere Deutsche Philologie an der Universität Köln war sie von 1988 bis 1994 wissenschaftliche Assistentin der TU Berlin am Institut für Deutsche Philologie, Allgemeine und Vergleichende Literaturwissenschaft. Nach der Habilitation 1996 an der Technischen Universität Berlin (Venia legendi: Ältere Deutsche Philologie) vertrat sie von 1996 bis 1998 und hatte Lehraufträge an der Humboldt-Universität Berlin und an der Universität Saarbrücken. 1998 war sie Visiting Associate Professor at the University of California, Berkeley. Von 1998 bis 1999 vertrat sie an den Universitäten Bonn und Greifswald. 2000 forschte sie am Institut für die Wissenschaften vom Menschen. Von 2001 bis 2006 vertrat sie Lehrstühle an den Universitäten Marburg, Potsdam, Duisburg-Essen und Rostock. 2006 wurde sie zur außerplanmäßigen Professorin der Technischen Universität Berlin ernannt. Von 2006 bis 2007 war sie Gastprofessorin an der Technischen Universität Berlin. Von Oktober 2007 bis Juli 2019 war sie außerplanmäßige Professorin an der Universität Bonn.
Von 2016 bis 2021 war sie Teilprojektleiterin im SFB 1167 Macht und Herrschaft. Vormoderne Konfigurationen in transkultureller Perspektive. Im daraus hervorgegangenen Bonner Zentrum für vormoderne Ordnungen und ihre Kommunikationsformen „Macht und Herrschaft“ leitet sie seit 2021 ein Forschungsprojekt zur Publizistik im ausgehenden Mittelalter.
Ihre Forschungsschwerpunkte sind Normativität und Inversion in mittelalterlicher Epik und Lyrik, Semiotisierung des politischen Körpers von Herrschaftsträgern in Text und Bild, Intermedialität in epischen Texten, Visualität, Räumlichkeit und Körperlichkeit in der Dichtung, Medialität der materialen Textträger, Wissenskonzeptionen in literarischen Texten und politische Dichtung und Publizistik des Spätmittelalters und der Frühen Neuzeit.

## Schriften (Auswahl)
- Frau und Politik im Mittelalter. Untersuchungen zur politischen Rolle der Frau in den höfischen Romanen des 12., 13. und 14. Jahrhunderts. Göppingen 1986, ISBN 3-87452-691-7.
- Abschied vom „historischen Volkslied“. Studien zu Funktion, Ästhetik und Publizität der Gattung historisch-politische Ereignisdichtung. Tübingen 2000, ISBN 3-484-15090-4.
- als Mitherausgeberin: Killy Literaturlexikon. 2. Auflage. De Gruyter, Berlin/Boston.
- als Herausgeberin mit Alheydis Plassmann und Christian Schwermann: Criticising the ruler in pre-modern societies – possibilities, chances, and methods. Kritik am Herrscher in vormodernen Gesellschaften – Möglichkeiten, Chancen, Methoden. Göttingen 2019, ISBN 3-8471-1088-8.
- als Herausgeberin mit Mechthild Albert, Ulrike Becker und Elke Brüggen: Textualität von Macht und Herrschaft. Literarische Verfahren im Horizont transkultureller Forschungen. Göttingen 2020, ISBN 3-8471-1110-8.